# Kovács Dénes (muzeológus)
Kovács Dénes, álneve Csíki Dániel (Somogyszentpál, 1920. február 26. – Csíkszereda, 1977. szeptember 8.) muzeológus, néprajzkutató, festő, grafikus.  Székelyföldi népművészettel, művészettörténettel, régészettel foglalkozott. Álneve Csíki Dániel.

## Életpályája
Somogyszentpálon született 1920. február 26-án. Kisgyermekként Csíkkozmásra került, ahol hétéves koráig nevelkedett.  Édesapja a meseíró idős Kovács Dénes, akinek több kötete is megjelent a két világháború között.
Középiskolai tanulmányait Gödöllőn végezte, majd a budapesti Képzőművészeti Akadémián  Radnay Gyula irányításával  tanult.
A főiskola elvégzése után Csíkszeredába telepedett le. 1944-től középiskolai rajztanár volt a Csíksomlyói Tanítóképzőben és a Csíkszeredai Gimnáziumban.
1950-ben a Csíki Múzeum igazgatójává nevezték ki. Kiemelkedő érdeme a múzeum intézménnyé szervezése, a   kallódó anyag összegyűjtése, újraleltározása,  gyarapítása és közkinccsé tétele.  1956-tól szerkesztette a Csíki Múzeum Közleményeit, amelyben nagyon sok forrásértékű munkát jelentetett meg. 1958-ban Tarisznyás Mártonnal közösen adták ki a Csíki és Gyergyói Múzeum Közleményeit.
A csíki magyar értelmiség megfélemlítésére rendezett koncepciós perben 1959-ben letartóztatták. Szabadulása után egy ideig a csíkszeredai Készruhagyár tervezője volt, majd 1963-tól a Csíki  Múzeumban dolgozott  muzeológusként.
1964-ben  kezdeményezte  a gyergyószárhegyi Lázár-kastély restaurálását. Aktívan részt vett a több évig tartó ásatási és helyreállítási munkálatokban, a Vörös-bástyában  egy kis múzeumot rendezett be.
1968-tól  az akkor megalakult Hargita megyei Művelődési Bizottságnál népművészeti szakirányítóként tevékenykedett. Hely- és művelődéstörténeti jellegű munkái jelentek meg Székely Zoltánnal közösen, ugyanakkor a Hargita Kalendárium számára is készített tanulmányokat. A  Gyímesi csángó írott tojások című népművészeti munkája, néprajzi tanulmányai, lakóhelyismereti kérdőívei  szakirányítói tevékenysége alatt adódtak ki. Néprajzi szakdolgozatait saját  rajzaival illusztrálta.
Festészettel és grafikával is foglalkozott, többnyire tájképeket és alakos kompozíciókat festett. Volt mesterét Radnay Gyulát és Nagy Istvánt tekintette példaképének. Alkotásait egyéni és csoportos kiállításokon mutatta be.
Már kezdetektől jelen volt a gyergyószárhegyi képzőművészeti alkotótábor művészei között, két festménye  Kémény és Gólyás bástya a  tábor gyűjteményét gazdagítja. Az 1974-es alkotótábor ideje alatt Cițulescu Teodora terrakotta szoborban örökítette meg portréját.
Tevékenyen bekapcsolódott Csíkszereda művelődési életébe, kiállításokat  szervezett, művészkollégáinak tárlatait  nyitotta meg, és szakmai elemzéseket közölt a napilapokban.
1977. szeptember 8-án hunyt el Csíkszeredában, a csíksomlyói (csobotfalvi) temetőben helyezték örök nyugalomra. Síremlékét Bodó Levente szentegyházi képzőművész készítette 1979-ben.
Hagyatékából 38 festmény a Csíki Székely Múzeumban található, alkotásait őrzik még a gyergyószentmiklósi múzeumban.
1995-ben Kovács Dénes születésének 75. évfordulója alkalmával emlékkiállítást szerveztek  a Csíki Székely Múzeumban. A megemlékezésbe bekapcsolódott  Hargita megye Művelődési Felügyelősége, valamint a Képzőművészek Országos Szövetségének csíkszeredai fiókja.
Halálának 25. évfordulójára emlékezve a Hargita Népe 2002. szeptember 20. számában, Az erdélyi magyar kultúra mindenese című cikkben az alábbiakat olvashatjuk:
„Ötvenhét évnyi élete során az erdélyi magyar kultúra fenntartásában, a népművészeti,  kultúrtörténeti értékek feltárásában és megőrzésében - tanárként, néprajzkutatóként, archeológusként, képzőművészként, intézményszervezőként alkotott maradandót.”

## Munkái, cikkei, tanulmányai
- Adatok a dákok késő vaskori műveltségéhez. (Székely Zoltánnal. Csíkszereda, 1954.)
- Írott botok, guzsalyak mintái.  (Csíkszereda, 1954).
- A csíkszentkirályi ezüstkincsek. (Székely Zoltánnal. Csíkszereda, 1955.)
- Gyintáros festékek készítése, egy 1826-beli  kéziratos könyv alapján. In: A Csíki Múzeum *Közleményei (Csíkszereda, 1956.)
- A „Hadi Lap” In: A Csíki Múzeum Közleményei. (Csíkszereda, 1957.)
- Gyimesi csángó írott tojások.  (Csíkszereda, 1969, 1994 ).
- Díszítő minták és virágénekek. In: Hargita Kalendárium Csíkszereda, 1971.
- Népviseletünk történelmi fejlődéséről. In: Hargita Kalendárium Csíkszereda, 1972.
- Amit a porszaruk mesélnek. In: Hargita Kalendárium, Csíkszereda, 1974.
- Útmutató népművészeti körök részére. (Csíkszereda, 1979).

## Szerkesztésében megjelent kiadványok
- A gyimesfelsőloki tanulók linóleummetszetei.  (Csíkszereda, 1973).
- Csontkarcolatok, porszaruk rajzai. (Csíkszereda, 1975).

## Emlékkiállítás
1995 – Csíkszereda, Csíki Székely Múzeum.  Kovács Dénes születésének 75. évfordulójára

## További irodalom
- Banner Zoltán: Kovács Dénes élt 57 évet. In: Utunk 1977/38
- Kardalus János: Kovács Dénes In: Művelődés  1977/10